# Khakrez (village)
Pour les articles homonymes, voir Khakrez.
Khakrez est un chef-lieu situé au centre du district de Khakrez dans la province de Kandahâr en Afghanistan. Il abrite un sanctuaire musulman dédié à Shah Agha Maqsud. Pendant les guerres d'Afghanistan au XXIe siècle, il a fait figure de ville fantôme. En 2011, un programme de réhabilitation mené par l'armée et la police locale afghanes avec l'aide de l'ONG internationale Voluntary Service Overseas (en) a permis de relancer l'activité : le sanctuaire attire 20 000 pèlerins par an et le bazar compte une vingtaine de boutiques. L'influence des talibans a diminué même s'ils continuent de mener des actions dans le secteur. En novembre 2017, une attaque des talibans contre plusieurs postes des forces de sécurité cause la mort de 15 soldats et policiers.

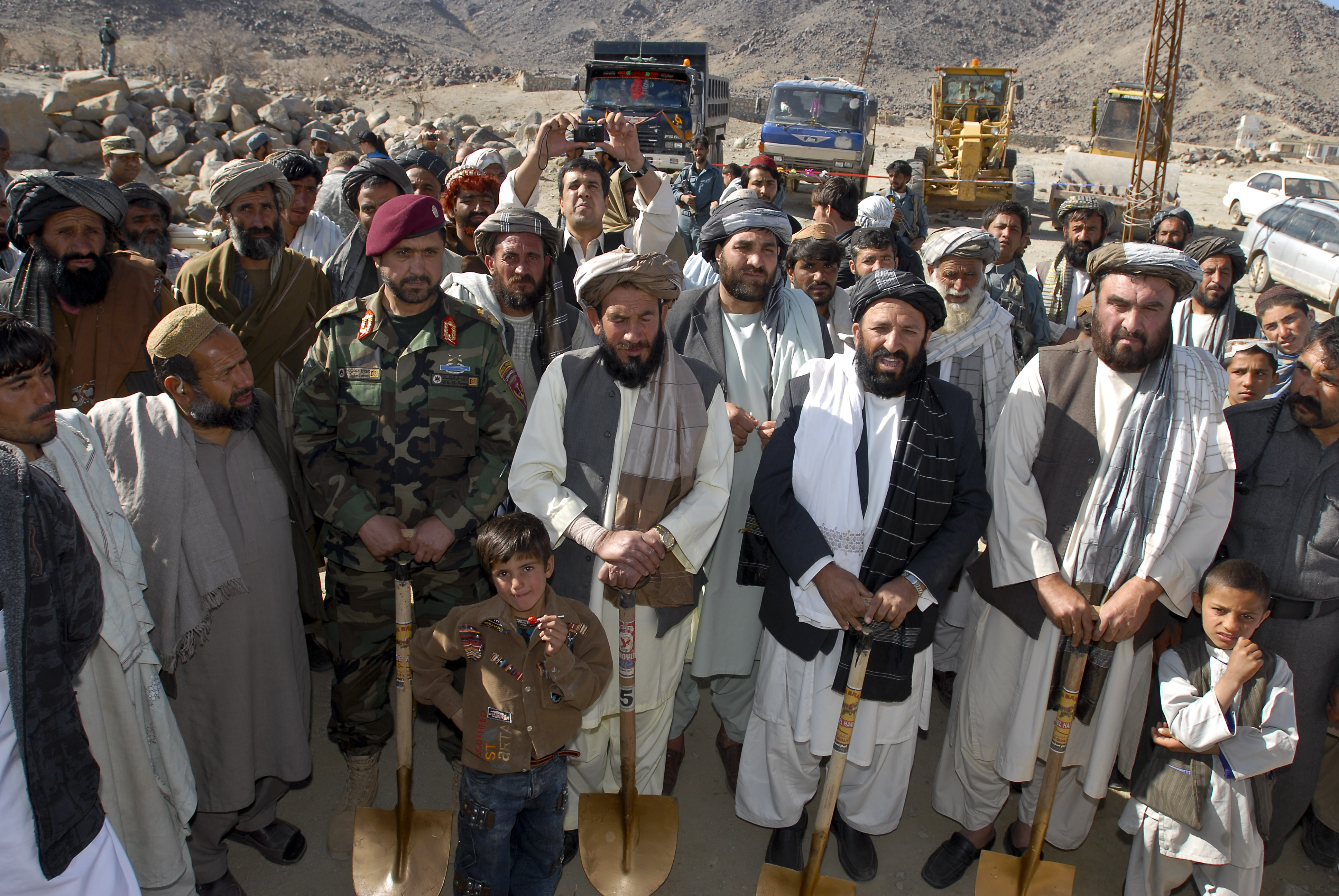
Inauguration d'un tronçon d'autoroute restauré à Khakrez en 2011.